# El poeta calculista
El poeta calculista es una ópera-monólogo en un acto estrenada en Madrid el 25 de abril de 1805 en el Teatro de los Caños del Peral, escrita por el tenor, pedagogo y compositor Manuel del Pópulo Vicente García.
Dentro de esta ópera, compuesta por diversos números musicales alternados con versos recitados, se incluye el famoso polo del contrabandista, uno de los temas españoles más difundidos de su época, reutilizado por Liszt en su Rondeau fantástico o Schumann entre otros, además de ser frecuentemente citado por autores literarios como Victor Hugo en su novela Bug-Jargal, o Federico García Lorca en su obra Mariana Pineda.
Las hijas del compositor, María Malibrán y Pauline Viardot-Garcia, solían interpolar el Polo del contrabandista en las representaciones de El Barbero de Sevilla de Gioachino Rossini.
La ópera fue posteriormente estrenada en el Odeón de París el 15 de marzo de 1809 con una calurosa acogida por parte del público. De hecho, el cantante tuvo que repetir cuatro de los ocho números vocales que componen la obra, según Radomski.

## Contexto musical
Tras la Guerra de la Independencia Española se produjo una drástica disminución de la programación de actividades culturales públicas, aunque el teatro se mantuvo. El auge del sentimiento patriótico conllevó la aparición de piezas musicales de carácter español, como las tonadillas, los polos, las tiranas y los boleros. "El espíritu nacionalista, como reacción a la invasión francesa, también se refleja en la reglamentación teatral. Una Real Orden de 1801 -reiterada en el Reglamento de Teatros de 1807- impulsó los espectáculos y artistas locales: Se prohíbe en los teatros de España representar, cantar y bailar las piezas que no sean en idioma castellano y actuadas por actores y actrices nacionales o naturalizados en estos reinos."
La intención era liberar a los teatros españoles del monopolio francés e italiano, pero el resultado real es que se representaron las traducciones españoles de las principales óperas que se estrenaban en Europa. 
La escena lírica española estaba dominada por géneros extranjeros traducidos al castellano, lo cual supuso para García un problema que "le atormentó toda su vida. En España uno podía ser tachado de ser demasiado español por emplear tonadillas o demasiado francés por componer operetas [...] A posteriori comprendemos lo frustrante que debió ser para él verse siempre atrapado entre su nacionalidad española (fuente de gran inspiración desde temprana edad) y la presión de las culturas francesa e italiana, mucho más cosmopolitas."

## Números musicales
En El poeta calculista encontramos un total de 15 números musicales de diversos géneros, que van desde la obertura o sinfonía, hasta el interludio, además de piezas musicales de carácter español, todas ellas enlazadas a través de versos recitados que hacen avanzar la acción dramática.
La distribución de números musicales es la siguiente:
1. Sinfonía
2. Aria, Por la mañana en ayunas
3. Interludio
4. Bolero, El hombre que se encuentra
5. Interludio
6. Caballo, Yo que soy contrabandista
7. Interludio
8. Recitado/aria, Formaré mi plan con cuidado/En mi comedia juntamente
9. Interludio
10. Recitado, Ah que monstruo
11. Interludio
12. Dúo, Anegado de tanta dicha
13. Interludio
14. Polaca, En tan dichoso instante
15. Finale, Y así arrepentido

## Argumento
El poeta calculista trata sobre las desventuras de un escriba de poeta que comienza a calcular fantasionamente los medios para enriquecerse. Tras muchas cábalas, llega finalmente a la conclusión de trabajar como sereno en un convento, lo que permitiría sobrevivir económicamente.
Este argumento lo desarrolla el poeta a lo largo de sucesivos números musicales alternados con versos recitados a modo de pequeñas escenas, terminando cada una de ellas con las palabras calculemos, calculemos y breves interludios instrumentales.
El desarrollo de la obra, incluidos los números musicales, sería el siguiente:

### Sinfonía: obertura musical.
Versos: el poeta nos cuenta cómo sale de Toledo para buscar fortuna en Madrid, comenzando a trabajar como escriba de un poeta, trabajo que no le daba de comer.

### AriaPor la mañana en ayunas
El poeta se queja de cómo trabajaba incesantemente y sin comer, tomando como almuerzo una sopa y como cena un mendrugo de pan, hasta que finalmente su jefe muere de un quebranto.
Versos: nos narra Manuel García como el poeta trataba en vano de vender  sus obras y que finalmente muere en la ruina, dejando como heredero de su legado poético al propio García, que comienza a calcular el modo para enriquecerse. 

### Interludio
Versos: su primera idea es plagiar y apropiarse de las obras que ha heredado a fin de publicarlas, decidiéndose por el género que más triunfo tenía para los poetas y compositores en el momento, la tonadilla. Comienza a improvisar el argumento de una tonadilla, que él mismo dice que es endeble, pero que sin embargo sería contrarrestado por un bolero final.

### Bolero,El hombre que se encuentra
Es una breve canción en la que García nos dice que el hombre pobre hace cualquier cosa por ganar unas cuantas monedas.
Versos: Dado este primer paso, según él muy provechoso, hay que continuar calculando.

### Interludio
Versos: en este momento decide que la mejor opción es alquilar un buen apartamento donde componer sus versos, que como él mismo dice "sólo Dios con su saber, sabe lo que está allí puesto, esperar que le lleguen encargos de teatros y poder contratar un escriba. Aprovecha para criticar que luego nadie los entiende. Una vez que haya adquirido renombre compondrá un sainete. Tras algunas dudas sobre cómo continuar la composición, se decide por un jaleo.

### Caballo,Yo que soy contrabandista
Aunque simplemente se narra cómo un bandolero huye de la justicia, es el número musical más célebre de la ópera-monólogo. Fue visto por los autores románticos del siglo XIX como un canto a la libertad, además de incluir el elemento exótico de los contrabandistas y el Bandolerismo, especialmente el andaluz. 
Versos: se regocija del éxito que cree que tendrá su personaje, hay que seguir calculando.

### Interludio
Versos: ahora el reto sería escribir una comedia grande, donde introducir numerosas críticas para mover la opinión social. 

### Recitado/ariaFormaré mi plan con cuidado/En mi comedia juntamente
Es uno de los momentos más críticos contra la situación contemporánea, de carácter casi autobiográfico, donde satiriza el contexto musical de su época y lo ridiculiza.
Versos: su plan va por buen camino, no importa mucho que la orquesta sea mala, mientras su poesía sea tan excelente. Hay que seguir calculando.

### Interludio
Versos: con una fama y un renombre ya consolidado, y tras desayunar un chocolate, el siguiente paso es escribir una tragedia repleta de matanzas y asesinatos, donde todos los personajes mueren. En los entreactos debería añadir algún tipo de versos cantados como ornamentación, una clara referencia a los entremeses españoles o intermezzi italianos. 

### RecitadoAh que monstruo
Es una parodia de lo que explica en el verso anterior, satirizando su propia tragedia y añadiendo un toque de humor al indicar que con toda la sangre vertida podría fabricarse un quintal de morcillas. 
Versos: ahora que es ya un autor de total renombre, es hora de componer una ópera. Traza su plan para componer el libreto de una gran ópera en estrecha colaboración con el compositor, al que le explicará todas sus intenciones para que este las refleje en la música.

### Interludio
Versos: tras componer una obertura para la ópera, y algunos números musicales, es hora de escribir un dúo.

### DúoAnegado de tanta dicha
Es una historia de amor entre un hombre y una mujer donde el propio García interpreta ambas voces, con gran elaboración técnica y mucho virtuosismo, al tener que cantar una sola persona dos tipologías vocales muy diferentes.
Versos: con este dúo, el poeta se convertiría finalmente en un renombrado señor. Según sus cálculos debería haber acumulado ya una gran fortuna, muchos amigos íntimos que le dan innumerables regalos, tertulias y paseos, etc. 

### Interludio
Versos: se centra ahora en la composición de una polaca.

### PolacaEn tan dichoso instante
Es una canción de amor, sin mucho avance dramático, tan sólo un momento musical.
Versos: el poeta llega en este momento al éxtasis de su locura, comienza a elucubrar sobre todas las ventajas de ser un rico caballero, y su locura llega a tales extremos que llega a creerse que la fantasía es la realidad. En determinado momento, toma conciencia de que todo había sido una invención y una fantasía. Es en ese momento es cuando decide trabajar como sereno en un convento, un medio de vida poco creativo pero seguro.  

### FinaleY así arrepentido
El poeta apela al perdón del público por sus desvaríos fantasiosos en un breve número, diciendo a los poetas que aprendan de su ejemplo y que cierra finalmente la ópera.